# Trousseau-Zeichen
Das Trousseau-Zeichen ist ein klinischer Hinweis auf eine vorliegende Tetanie, beispielsweise im Rahmen eines Hypoparathyreoidismus.
Tritt nach dem Aufpumpen einer Blutdruckmanschette über den systolischen Blutdruck hinaus eine Pfötchenstellung der Hand ein, ist von einer latenten Tetanie aufgrund eines Kalziummangels (Hypokalzämie) auszugehen. Die Pfötchenstellung besteht in einer spastikartigen Kontraktion der Fingerbeuger und Handmuskulatur.
Das Trousseau-Zeichen besitzt geringe Sensitivität und Spezifität, ist jedoch sehr einfach zu überprüfen und kann daher wie auch das Chvostek-Zeichen und das Faustzeichen beispielsweise nach Resektion der Schilddrüse dem ärztlichen Monitoring des Patienten dienen.
Benannt ist es nach dem französischen Internisten Armand Trousseau (1801–1867).